# Чемпионат мира по стрельбе 1901
Чемпионат мира по стрельбе 1901 года прошёл в Люцерне (Швейцария).

## Общий медальный зачёт
| Место | Страна     | Золото | Серебро | Бронза | Всего |
| ----- | ---------- | ------ | ------- | ------ | ----- |
| 1     | Швейцария  | 6      | 3       | 1      | 10    |
| 2     | Италия     | 1      | 0       | 1      | 2     |
| 3     | Франция    | 0      | 2       | 4      | 6     |
| 4     | Нидерланды | 0      | 1       | 1      | 2     |
| 5     | Австрия    | 0      | 1       | 0      | 0     |
| Всего | Всего      | 7      | 7       | 7      | 21    |

## Медалисты
| Дисциплина                                    | Золото                                                                                            | Серебро                                                                                      | Бронза |
| --------------------------------------------- | ------------------------------------------------------------------------------------------------- | -------------------------------------------------------------------------------------------- | --- |
| Винтовка с трёх позиций, 300 метров           | Эмиль Келленбергер                                                                                | Конрад Штеели                                                                                | Хенрик Силлем                                                                                                 |
| Винтовка с трёх позиций, 300 метров (команды) | Швейцария · Альфред Грюттер · Эмиль Келленбергер · Хайнрих Шелленберг · Ахилл Рох · Конрад Штеели | Нидерланды · Густаве Костер · Реми де Блок · Уилке Вюрман · Антониус Боувенс · Хенрик Силлем | Франция · Огюст Кавадини · Максим Ларден · Морис Лекок · Рафаэль Пи · Ахилл Парош                             |
| Винтовка лёжа, 300 метров                     | Эмиль Келленбергер                                                                                | Морис Лекок                                                                                  | Ахилл Парош                                                                                                   |
| Винтовка с колена, 300 метров                 | Конрад Штеели                                                                                     | Эмиль Келленбергер                                                                           | Альфред Грюттер                                                                                               |
| Винтовка стоя, 300 метров                     | Чезаре Валерио                                                                                    | Яан Прем                                                                                     | Максим Ларден                                                                                                 |
| Произвольный пистолет, 50 метров              | Карл Хесс                                                                                         | Луи Ришарде                                                                                  | Рафаэль Пи |
| Произвольный пистолет, 50 метров (команды)    | Швейцария · Карл Хесс · Пауль Пробст · Карл Конрад Рёдерер · Луи Ришарде · Конрад Штеели          | Франция · Морис Фор · Луи Дюффуа · Ахилл Парош · Рафаэль Пи · Жюль Трините                   | Италия · Лоренцо Боргоджелли · Кристофоро Буттафава · Джузеппе Джулиоцци · Авентино Ригини · Роберто Тальябуэ |